# Fernando de Santiago y Díaz de Mendívil
Fernando de Santiago y Díaz de Mendívil (Madrid, 23 de julho de 1910 — Madrid, 6 de novembro de 1994) foi um militar e político da Espanha. Ocupou o lugar de presidente do governo de Espanha durante dois dias, de 1 de julho de 1976 a 3 de julho de 1976, em período de transição para a democracia.